# 普拉茨
普拉茨是德国梅克伦堡-前波美拉尼亚州的一个市镇。总面积34.36平方公里，总人口769人，其中男性404人，女性365人（2011年12月31日），人口密度22人/平方公里。